# Elna
Elna (en francés: Elne, en catalán: Elna) es un municipio de Francia situado en el departamento de Pirineos Orientales, en la región de Occitania. Tenía 7452 habitantes en 2007.

## Topónimo
Villa vasca, Elna fue llamada tras la invasión romana Iliberri, versión latina del vocablo vascuence Iriberri del siglo XX (en español: 'Villanueva').  En la Antigüedad, el vascuence tuvo también la versión Iliberri, que significaba lo mismo.
En el siglo III siendo propiedad de la familia imperial, fue renombrada como Castrum Helenae, en honor a la madre del emperador Constantino I, la emperatriz Helena. De Helena pasó a ser Helna y, por último, Elna, su nombre actual.

## Geografía
A orillas del Tec, Elna limita con Palau-del-Vidre, Argelès-sur-Mer, Latour-Bas-Elne, Saint-Cyprien, Alénya, Corneilla-del-Vercol, Montescot, Bages y Ortaffa. Pertenece a la comarca histórica del Rosellón.
El antiguo cantón de Elna comprendía siete municipios: Elna (capital), Villeneuve-de-la-Raho, Bages, Corneilla-del-Vercol, Montescot, Théza y Ortaffa.
El nuevo cantón de la Llanura de Illiberis (canton de la Plaine d'Illibéris) comprende nueve municipios: Alénya, Bages, Corneilla-del-Vercol, Elna, Latour-Bas-Elne, Montescot, Ortaffa, Théza y Villeneuve-de-la-Raho.
A sus habitantes se los conoce como iliberitanos, gentilicio que se emplea en referencia al nombre romano de la villa, Illiberis; que coincide con el que recibía Granada en aquella época histórica.

## Historia
Estaba Elna en una de las grandes vías romanas, puesto que aparece en la Tabula Peutingeriana.
En 350, fue asesinado en Elna el emperador romano Constante por orden del usurpador Magnencio.  
Durante el siglo VI la villa es la sede y señorío del obispo del Rosellón, y hasta el siglo XVII será su capital religiosa. En el siglo XI se edifica la actual catedral reemplazando una vieja iglesia. Entre el siglo XII y el siglo XIV los canónigos hicieron construir el claustro. La villa fue asediada, en 1285, por Felipe III el Atrevido, rey de Francia que, forzando las puertas de la catedral, penetró en ella y masacró a sus habitantes. En el siglo XIII fue ocupada por Pedro III de Aragón, y las tropas de Luis XI, rey de Francia, la ocuparon en 1461.
La importancia que fue adquiriendo Perpiñán a partir del siglo XIII fue eclipsando a Elna. Los obispos preferían residir en dicha ciudad antes que en Elna y, en 1502, la transferencia de la residencia obispal a Perpiñán ya se hizo oficial. Tras el Tratado de los Pirineos de 1659, que fijó las fronteras de los Pirineos, las murallas de la villa fueron destruidas, empezando así su declive.
Desde 1939 hasta 1944 fue sede de la Maternidad de Elna, una entidad fundada sin ningún tipo de medios por la enfermera suiza Elizabeth Eidenbenz, que consiguió facilitar el nacimiento de unos 597 niños cuyas madres eran refugiadas de la guerra civil española internadas en el Campo de concentración de Argelès-sur-Mer.

## Lugares de interés
- Catedral de Santa Eulalia de Elna, románica, con su claustro de mámol
- Museo de historia y arqueología.

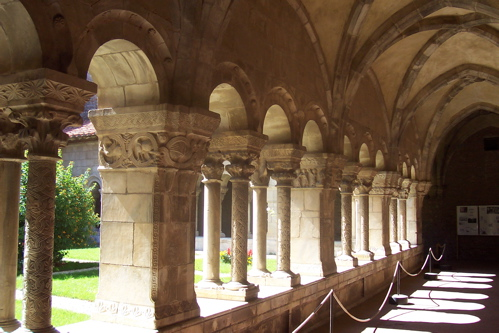
Monasterio
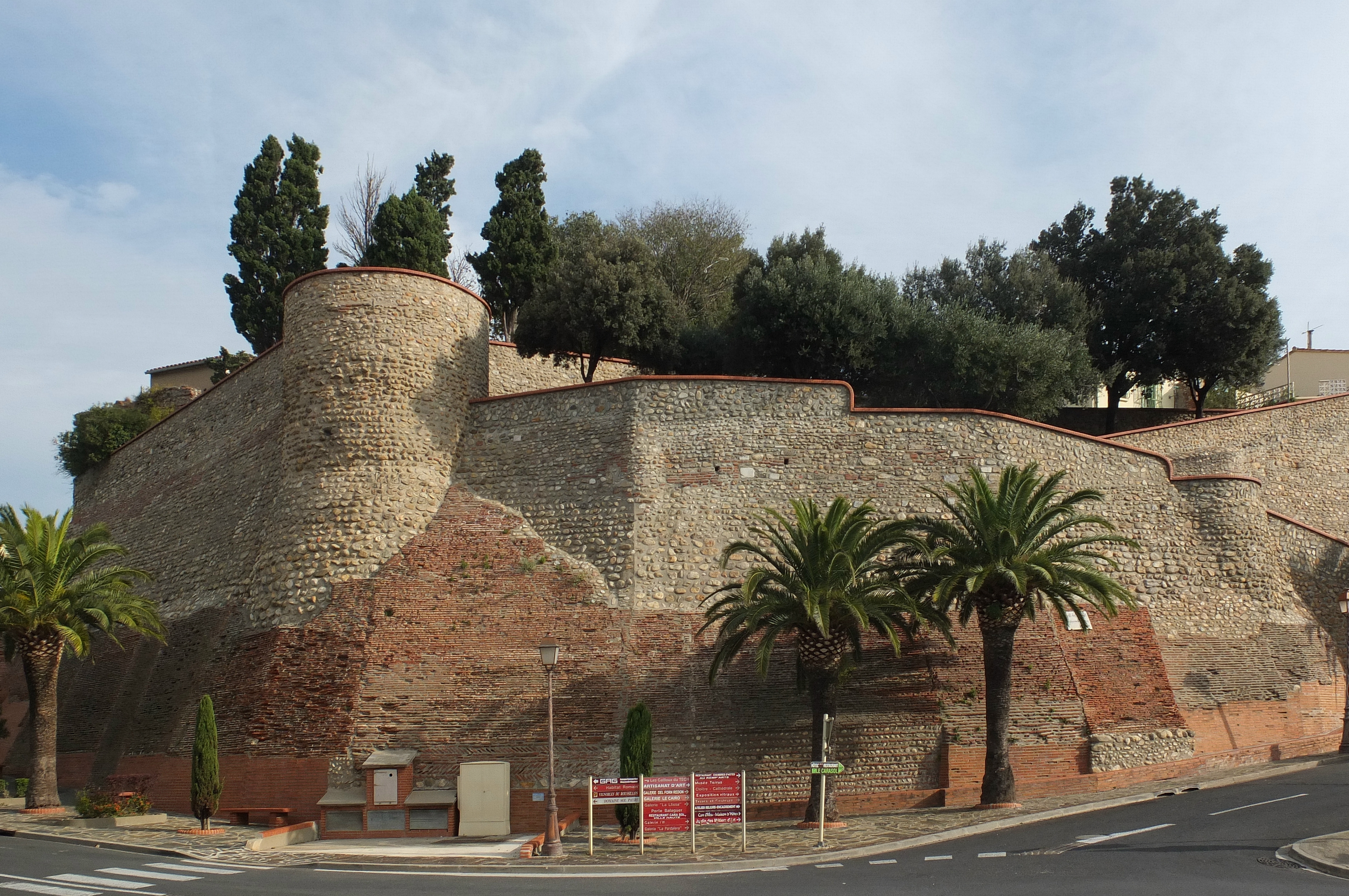
Fortificación
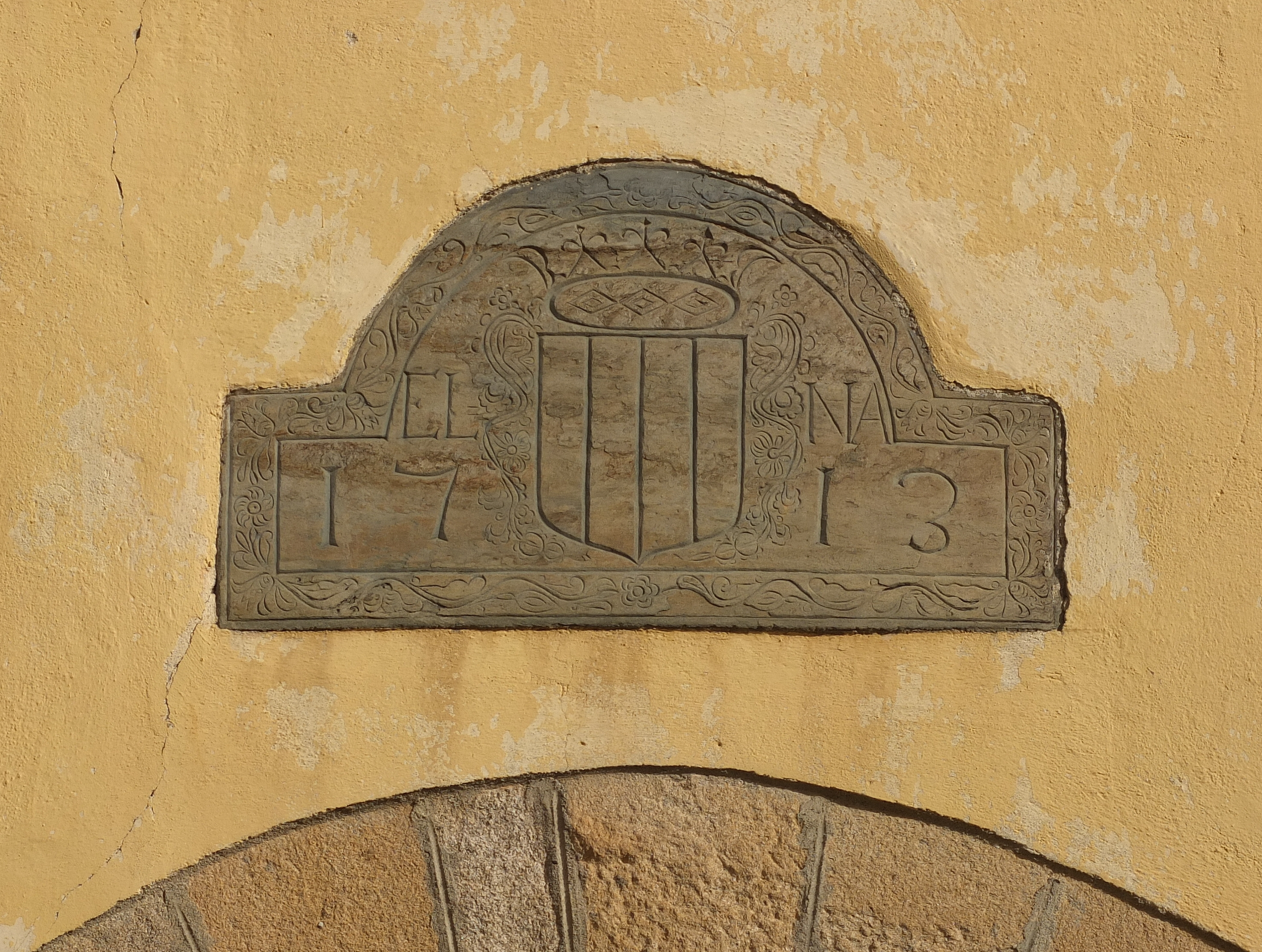
Place de l'Hospice, 1713
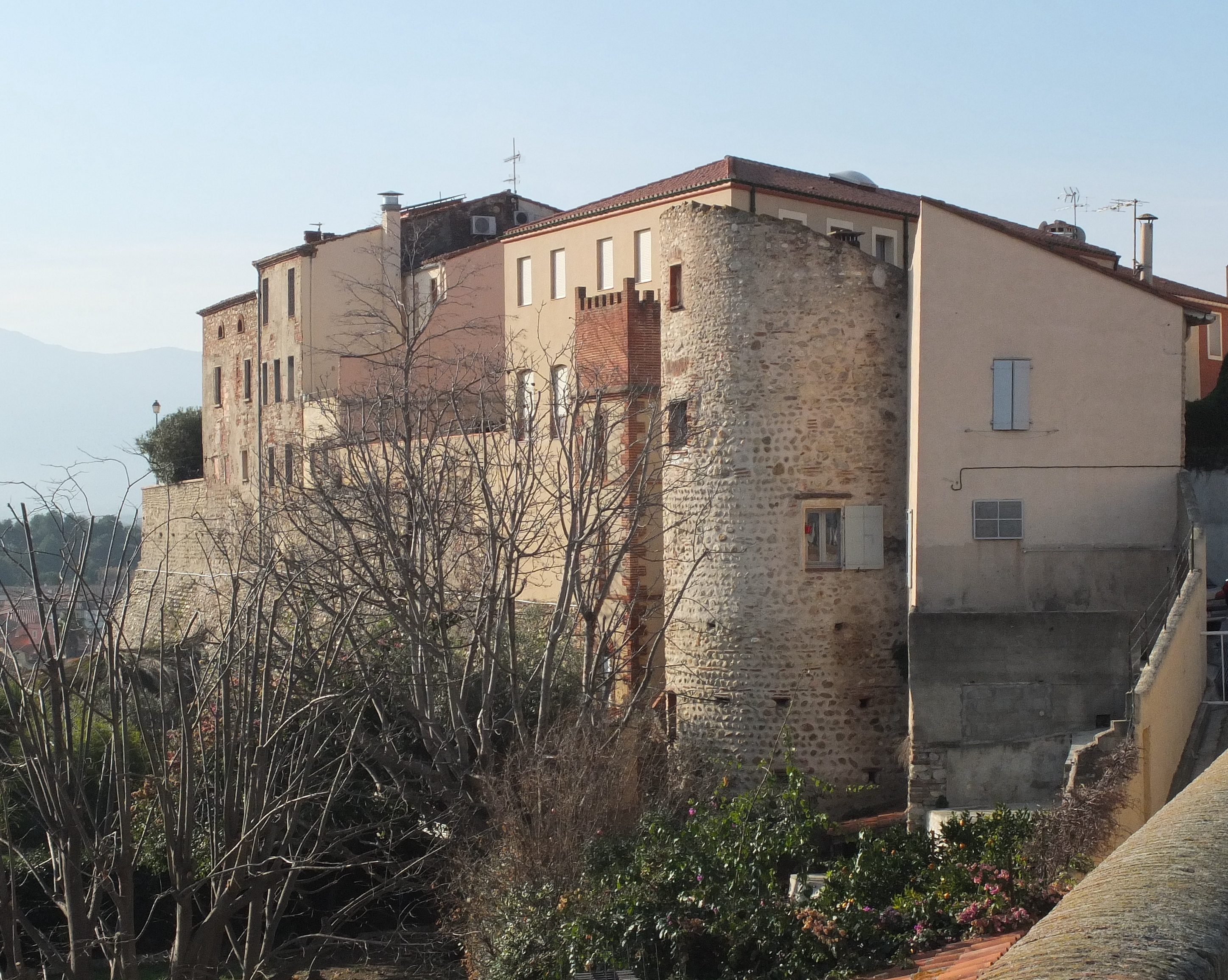
Ville haute (Boulevard Illibéris)
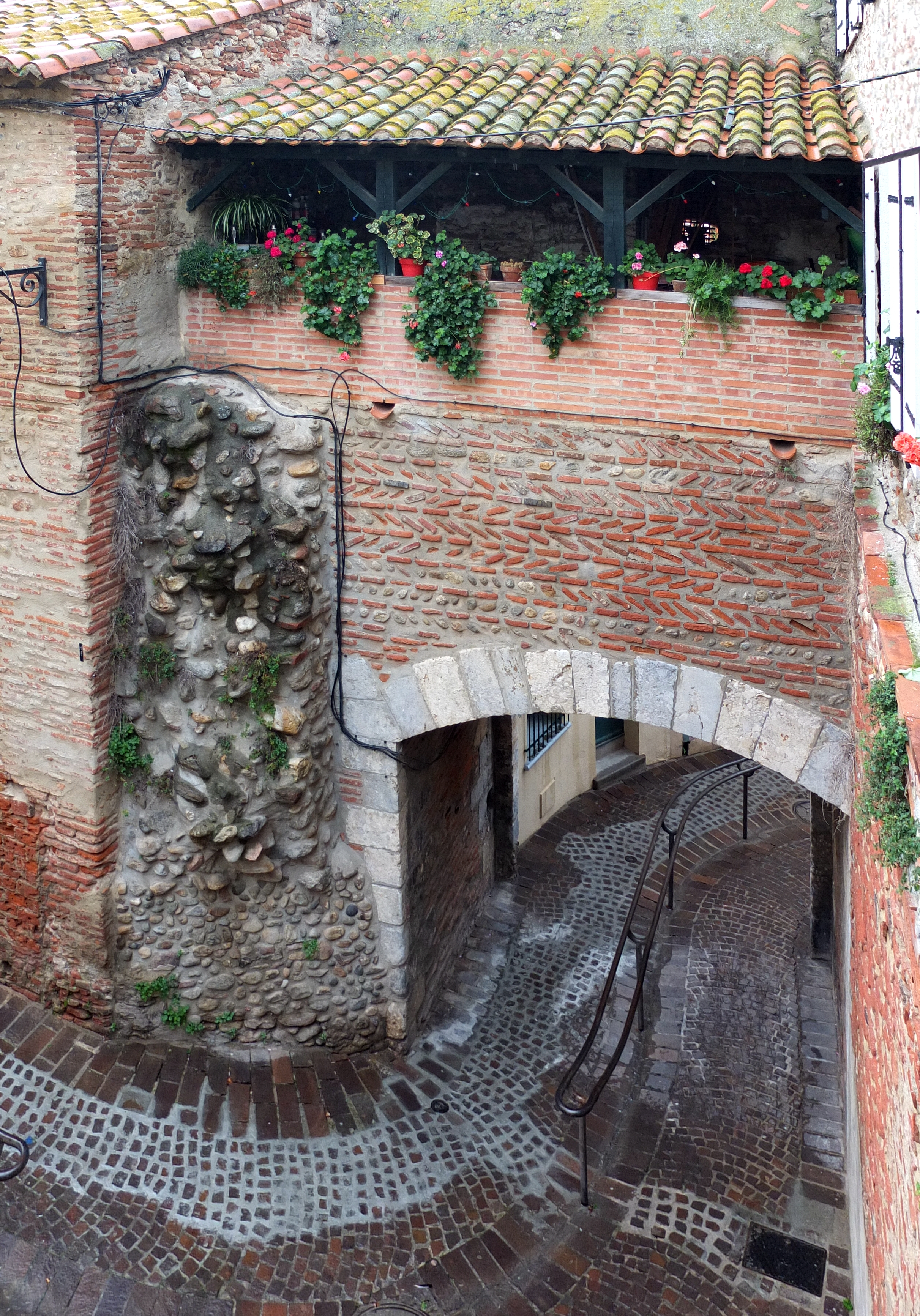
Puerta dels Portalets
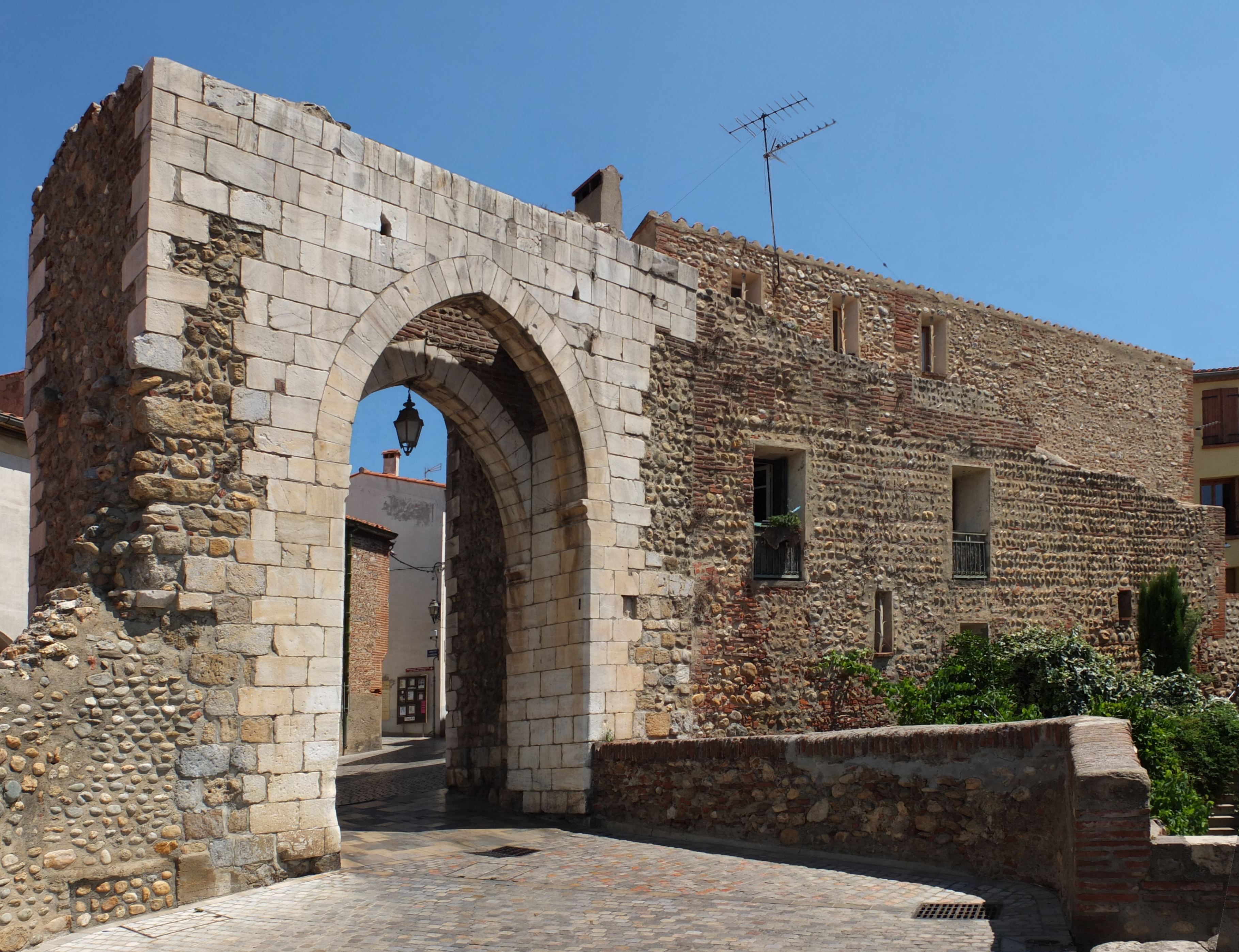
Puerta de Balagué
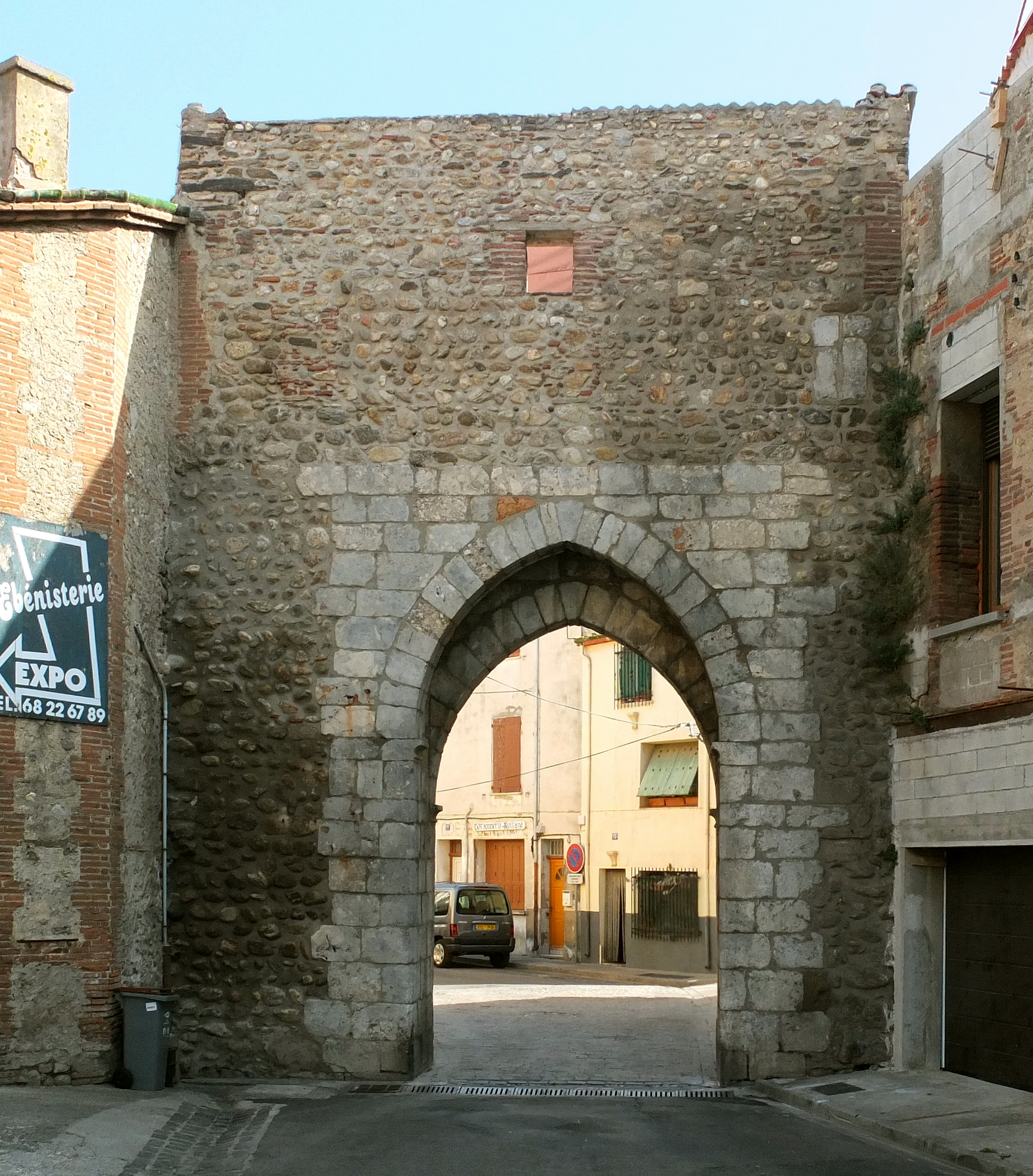
Puerta de Perpignan
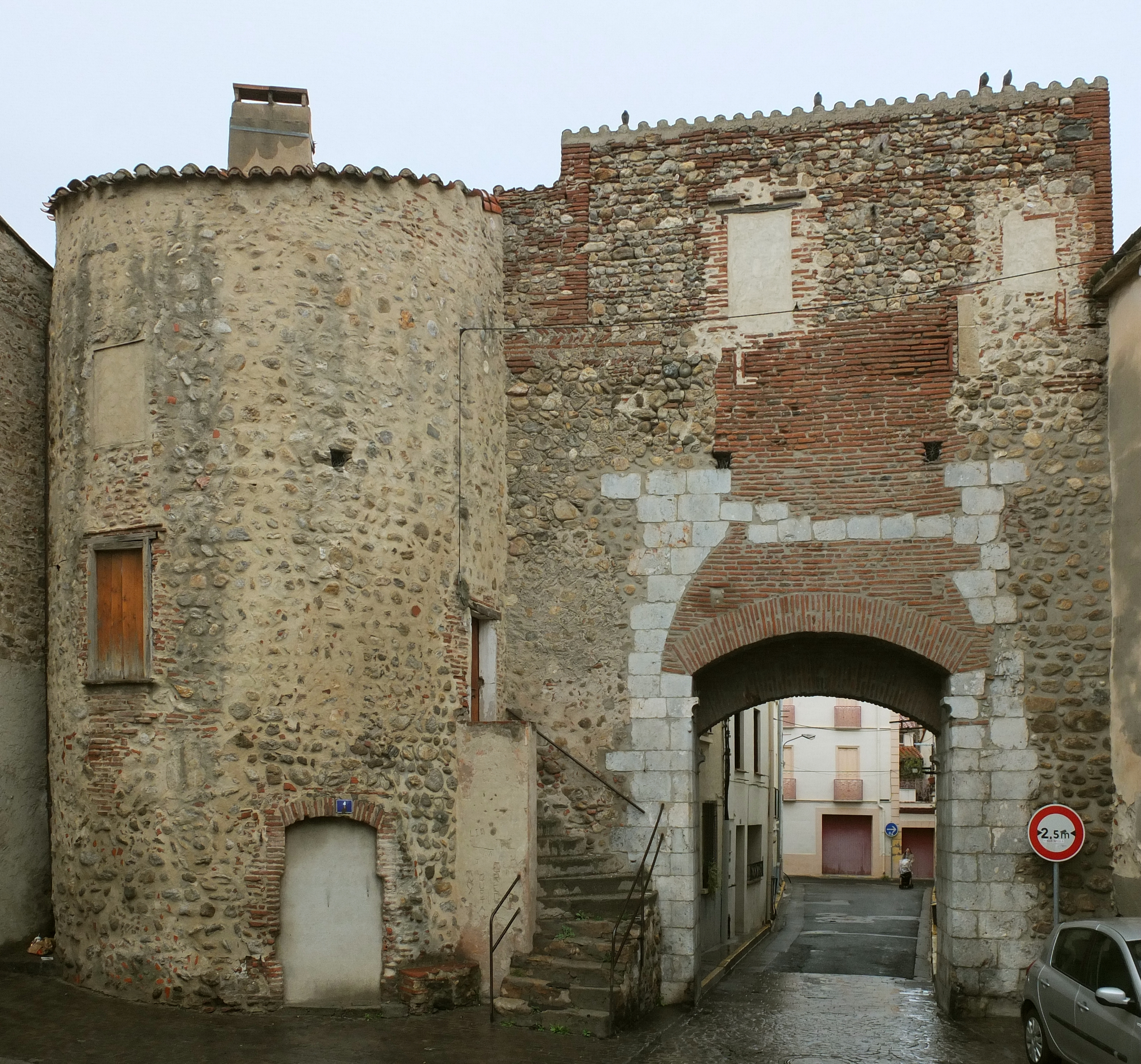
Puerta de Collioure
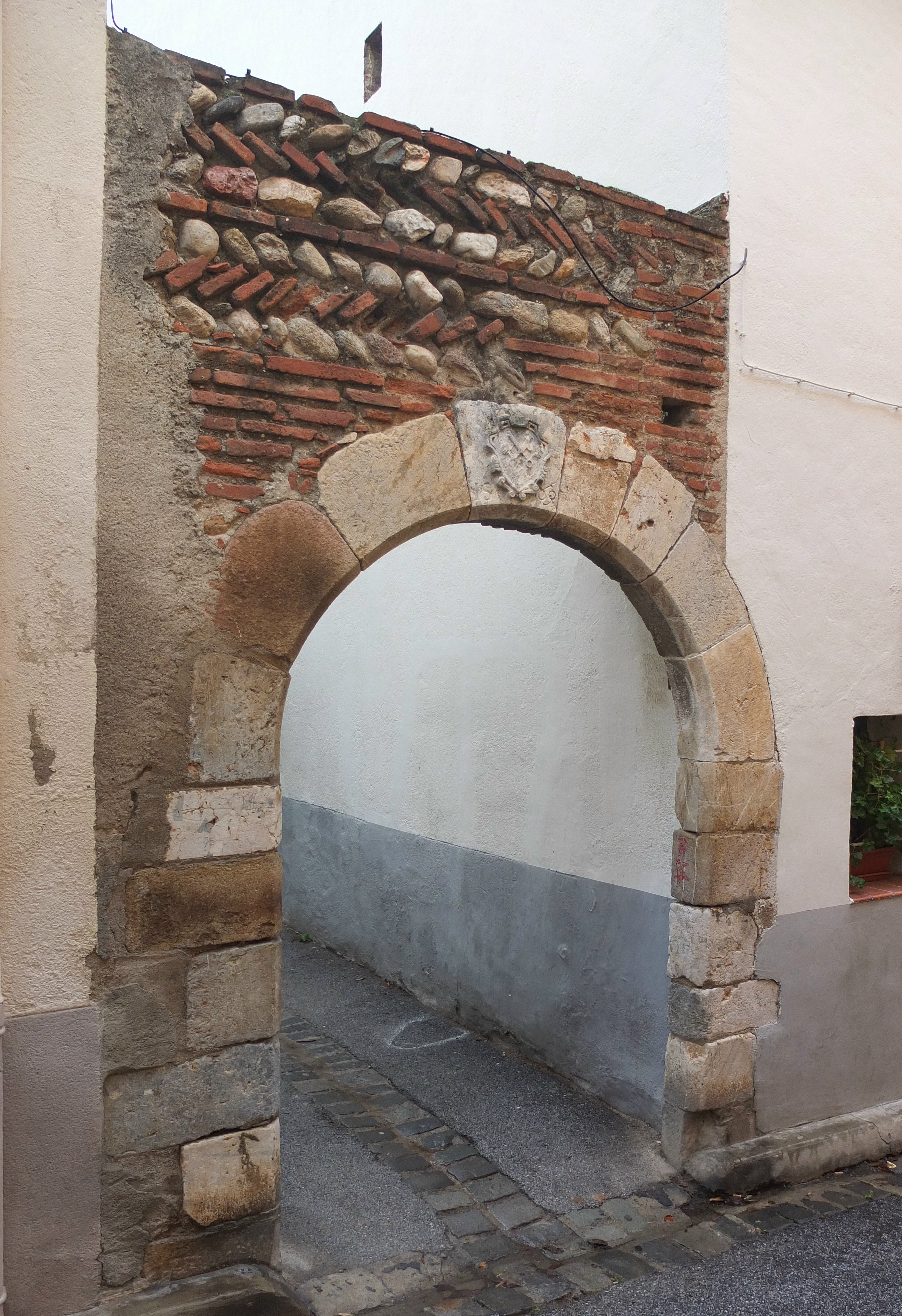
Arc 1569, rue Constantin
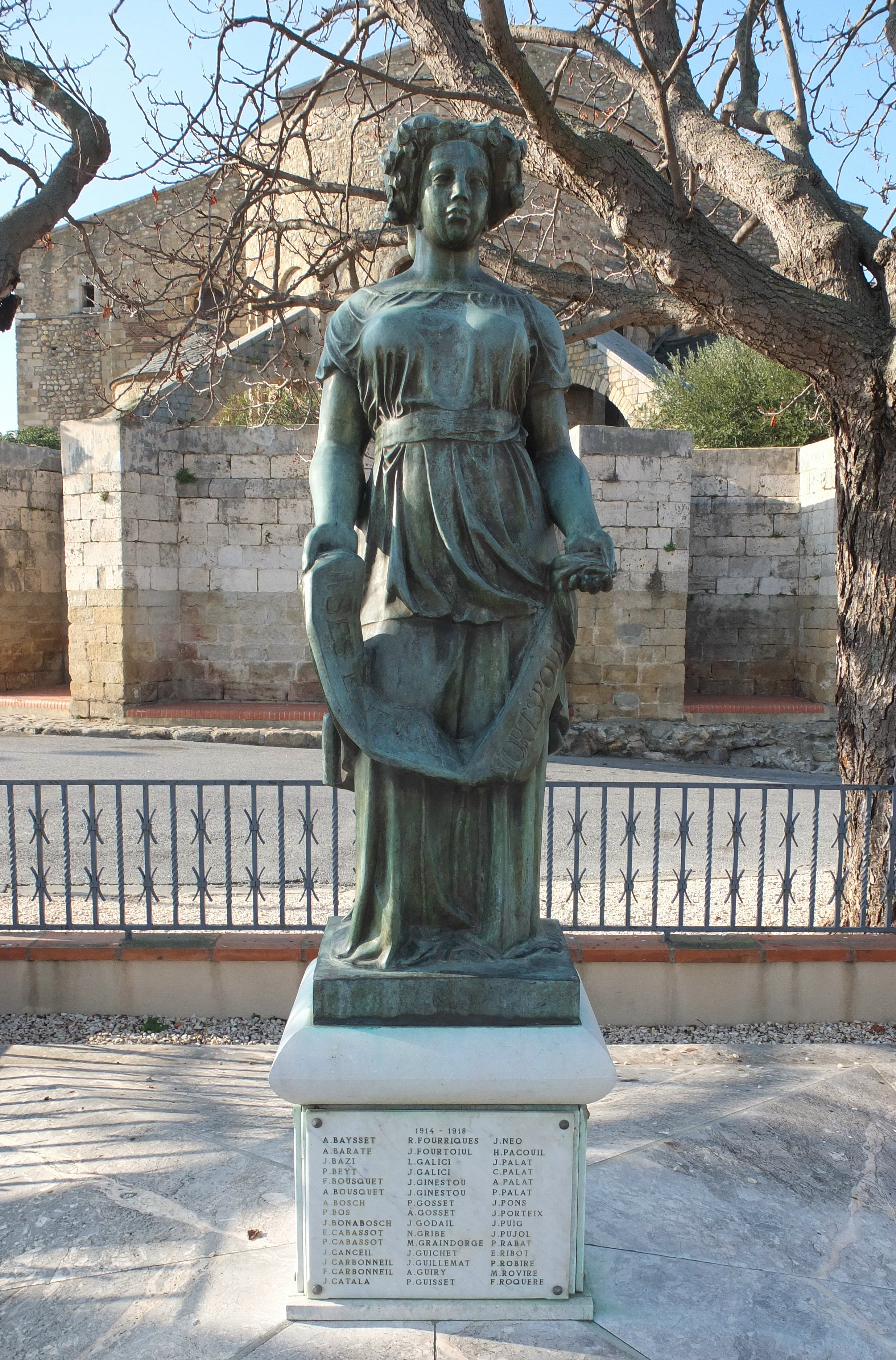
Aristide Maillol: Monumento conmemorativo de guerra